# Collyria fuscipennis
Collyria fuscipennis är en stekelart som först beskrevs av Joseph Kriechbaumer 1894.  Collyria fuscipennis ingår i släktet Collyria och familjen brokparasitsteklar. Inga underarter finns listade i Catalogue of Life.